# Jan Preisler

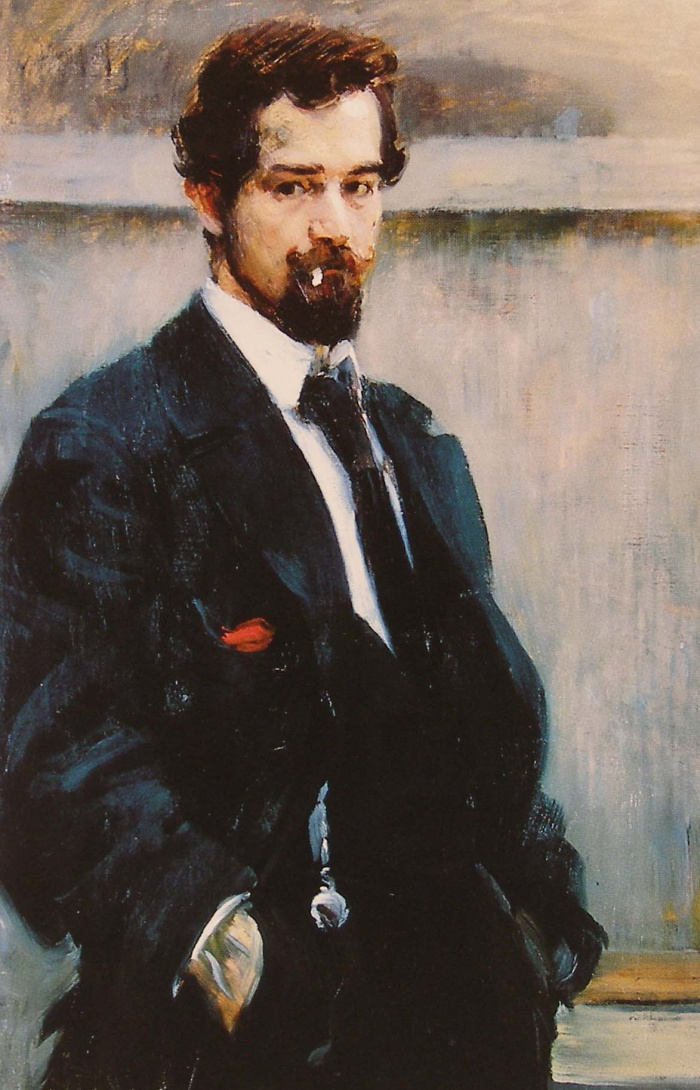
Jan Preisler, Selbstporträt um 1900

Jan Preisler (* 17. Februar 1872 in Königshof, Österreich-Ungarn; † 27. April 1918 in Prag) war ein tschechischer Maler und Grafiker.

## Leben
Jan Preislers Vater wohnte mit der Familie in Popowitz, einem Ortsteil von Königshof und arbeitete als Eisengießer in Königshof. Nach dem Besuch der Stadtschule in Karlshütten und darauf der Bürgerschule in Beraun studierte er ab 1887 an der Prager Kunstgewerbeschule bei František Ženíšek dekorative Malerei. Er teilte sich ein Atelier mit Karel Špillar. Ab 1894 war Preisler im Prager Kunstverein Mánes aktiv und arbeitete an der Vereinszeitschrift Volné směry mit. In den Jahren 1908, 1910, 1916 und 1918 war er Vorsitzender des Kunstvereins.
Mit seinem Freund Antonín Hudeček unternahm Preisler 1902 eine Studienreise nach Italien. Auf der Rückreise begegnete er in Wien Auguste Rodin. 1903 wurde er an der Prager Kunstgewerbeschule Honorardozent im Fach Aktmalerei. Auch durch Preislers Engagement wurde 1905 Edvard Munchs Ausstellung in Prag ein Erfolg. 1906 war er in Paris vom Werk Paul Gauguins beeindruckt. Ab 1908 arbeitete Preisler in der Gruppe „Osma“ („Die Acht“) vor allem mit Bohumil Kubišta, Vincenc Beneš und Zdeněk Kratochvíl zusammen. Im März 1909 besuchte der Bildhauer Émile-Antoine Bourdelle Preisler in seinem Prager Atelier. In den Jahren 1913 bis 1918 wirkte Preisler als Professor an der Prager Akademie der Bildenden Künste. Einer seiner Schüler war Josef Šíma.
Jan Preisler heiratete 1914 Božena Pallas, die einer Prager Handwerkerfamilie entstammte. Das Paar bekam einen Sohn und eine Tochter – Jan und Božena.
Preisler starb an einer Lungenentzündung. Er wurde auf dem Königshofer Friedhof beigesetzt.

## Stil
Preisler orientierte sich zunächst an der Neuromantik, wandte sich aber darauf dem Symbolismus zu. Gegen Ende der 1890er Jahre nahm er sich Puvis de Chavannes, Hans von Marées, Fernand Khnopff, Franz von Stuck und Arnold Böcklin zum Maßstab. Als Buchgestalter richtete er sich nach dem Jugendstil à la Alfons Mucha und Vojtěch Preissig. Er ließ sich auch von Dichtern und Schriftstellern wie Antonín Sova, Mark Twain, Karel Hlaváček, Julius Zeyer, Vitezslav Nezval sowie Komponisten wie Josef Suk und Otakar Ostrčil inspirieren.
Bei der malerischen Ausgestaltung von Gebäuden des Prager Jugendstils schuf Preisler mehrere Werke – so zum Beispiel 1900 ein Triptychon für das Peterka-Haus am Wenzelsplatz und 1910 bis 1912 für das Prager Gemeindehaus neben dem Pulverturm.